# Albert Lilar
Albert Jean Julien François Baron Lilar (* 21. Dezember 1900 in Antwerpen, Provinz Antwerpen, Belgien; † 16. März 1976) war ein belgischer Hochschullehrer, liberaler Politiker und mehrfach Justizminister.

## Biografie
Nach dem Schulbesuch studierte er Rechtswissenschaft und war nach seiner Promotion zum Doktor der Rechtswissenschaften als Rechtsanwalt in Antwerpen tätig. Dabei befasste er sich insbesondere mit Seerecht und Internationalem Privatrecht und war zeitweise auch Präsident des Internationalen Seekomitees (Comité Maritime International). Später lehrte er als Professor der Rechtswissenschaften an der Université libre de Bruxelles.
Nach dem Ende des Zweiten Weltkrieges begann er daneben eine politische Laufbahn und wurde 1946 als Kandidat der Liberalen Partei erstmals zum Mitglied des Senats gewählt, in dem er bis 1971 die Interessen des Arrondissement Antwerpen vertrat.
Im August 1946 wurde er von Premierminister Camille Huysmans als Justizminister in eine Regierung berufen und gehörte dem Kabinett Huysmans bis März 1947 an. Zwischen August 1949 und Juni 1950 war er im Kabinett von Gaston Eyskens erneut Justizminister.
Premierminister Achille Van Acker ernannte ihn im April 1954 abermals zum Justizminister in dessen dritter Regierung, der er bis zum Ende von Van Ackers Amtszeit im Juni 1958 angehörte.
In der darauf folgenden zweiten Regierung Eyskens wurde Lilar im Juni 1958 zunächst Vizepremierminister. In dieser Funktion beschäftigte er sich insbesondere mit der Leitung des Runden Tisches über die Souveränität von Belgisch-Kongo. Im Anschluss war er zwischen September 1960 und April 1961 erneut Justizminister.
Für seine Verdienste wurde er am 15. Juli 1969 mit dem Ehrentitel eines Staatsministers gewürdigt. Nach ihm ist auch der Prix Albert Lilar des Comité Maritime International auf dem Gebiet von Veröffentlichungen zum Seerecht benannt. 1976 wurde ihm kurz vor seinem Tod der Adelstitel eines Baron verliehen.
Lilar war mit der Schriftstellerin Suzanne Lilar verheiratet. Er ist der Vater der Schriftstellerin Françoise Mallet-Joris und von Marie Fredericq-Lilar, einer Kunsthistorikerin und Fachfrau für die Kunst des 18. Jahrhunderts.